# Gordana Mitrović
Gordana Mitrović (født 19. september 1996) er en serbisk/tysk håndboldspiller, som spiller i Nantes Loire Atlantique Handball og Serbiens kvindehåndboldlandshold.